# BUSINESSEUROPE
BUSINESSEUROPE — найбільша і найвпливовіша бізнес-асоціація у Європейському Союзі, що лобіює інтереси бізнесу в Європі.
Заснована 1958 року. Штаб-квартира в Брюсселі.
Організація представляє 20 млн дрібних, середніх і великих підприємств, на яких працевлаштовано близько 120 млн. людей (п'ята частина населення ЄС).
До складу об'єднання входить 39 національних асоціацій підприємців із 34  країн Європейського союзу, Європейської економічної зони та деяких країн Центральної та Східної Європи.
У структурі апарату асоціації — сім основних комітетів і близько 60 робочих груп зі штатом 45 співробітників під керівництвом Генерального директора і спрямуванням Президента організації.

## Ключові особи
- Емма Марсегаглія[it] (англ. Emma Marcegaglia) — Президент (з липня 2013 року)
- Маркус Бейрер[de] (англ. Markus J. Beyrer) — Генеральний директор (з кінця 2012 року)